# この声
『この声』（このこえ）は高橋優のメジャー2枚目のフルアルバムである。2012年3月14日にワーナーミュージックジャパンから発売された。

## 概要
前作『リアルタイム・シンガーソングライター』から11か月ぶりとなるフルアルバム。
月刊高橋優STERAMで発表された。初回限定盤にはDVDが付属され、高橋優全国ツアー〜この声って誰?高橋優じゃなぁい?2012　バックステージ招待抽選参加券が封入される。

## 収録曲
（全作詞・作曲：高橋優、編曲：浅田信一）
1. 序曲 [0:42]
  - インストゥルメンタルになっており、次の曲「蛍」につながっている。
2. 蛍 [3:03]
3. 誰がために鐘は鳴る [5:10] 
  - 4thシングル。NHK総合ドラマ10『下流の宴』主題歌
4. 雑踏の片隅で [4:02]
5. 気ままラブソング [4:13] 
  - ミュージック・ビデオが製作されている。
6. あなたとだから歩める道 [4:48]
7. 卒業 [5:43]
  - 6thシングル。TBS系『CDTV』1月度オープニングテーマ
8. この声 [3:06]
  - ニューヨークで行った路上ライブでは、当時未発表ながら披露されており、4thシングル「誰がために鐘は鳴る」に音源が収録されている。
9. 一人暮らし [4:32]
10. 誰もいない台所 [6:17] 
  - 5thシングル。CBC・TBS系『ホンネ日和』エンディングテーマ
11. 蓋 [3:18] 
  - PF-FLYERS 2012年「ON:OFF」キャンペーンソング
  - ミュージック・ビデオが製作されている。
  - 歌詞の「一度っきり尊い日々」というところは、もともとは「俺の知ったコトじゃねぇよ」という歌詞だったが、「知ったコトじゃねぇ」と無責任に言いたくないという思いから今の歌詞に変更された[1]。
12. 絶頂は今 [3:41]
  - TBS系ボクシング中継テーマ曲
13. セピア [4:59]
  - 読売テレビ・日本テレビ系木曜ミステリーシアター『たぶらかし-代行女優業・マキ-』主題歌
  - インディーズの1stアルバム「Sepia」に収録されていた曲。
  - この曲は、札幌路上時代から存在している。
  - ミュージック・ビデオが製作されている。

### 初回限定盤DVD
- DVD~ドキュメンタリー2011“卒業”
- MUSIC VIDEO集
  1. 誰がために鐘は鳴る
  2. 誰もいない台所
  3. 卒業